# パフューム・ジーニアス
パフューム・ジーニアス（Perfume Genius）は、アメリカ合衆国出身のシンガーソングライター、マイク・ハドレアスのソロ・プロジェクトである。

## 来歴
2008年、Myspaceにページを立ち上げ、パフューム・ジーニアスを名乗っての活動を始める。この活動当初から同性愛者であることをオープンにしていた。
2010年6月、デビュー・アルバム『Learning』をリリース。全てを自宅で録音したロー・ファイな作りながら批評家筋から高い評価を集め、ピッチフォーク・メディアでは10点満点中8.2点、NMEでは、10点満点中9点を獲得した。2011年、ベイルートの北米ツアーにサポートアクトとして同行。
2012年2月、2作目となるアルバム『Put Your Back N 2 It』をリリース。初めてスタジオでレコーディングを行い、前作同様批評家筋からは、ピッチフォーク・メディアで10点満点中8.4点、NMEで10点満点中8点と高く評価された。また、同作収録の楽曲『Hood』のミュージック・ビデオで、ハドレアスはゲイのポルノ俳優、アルファド・ミクロスと共演したが、このビデオがYouTubeから、家族での視聴に不適切であるとみなされるなど、物議を醸した。
2014年9月、3作目となるアルバム『Too Bright』をリリース。アリ・チャントとポーティスヘッドのエイドリアン・アトリーを共同プロデュースに迎え、ピアノの弾き語りを基調としたこれまでのサウンドにバンド・サウンドやシンセサイザー導入した  。レビュー収集サイトMetacriticは31のレビューの加重平均値を100点中87点という高い評価を与えた。ピッチフォークは10点中8.5点をつけ、Best New Musicに選んでいる。
2017年3月、4作目のアルバム『No Shape』からのファーストシングルとして『Slip Away』をリリース、ピッチフォークのBest New Trackに選ばれた。アルバム『No Shape』は2017年5月にリリース。アラバマ・シェイクスやジョン・レジェンドとの仕事で知られるブレイク・ミルズをプロデューサーに迎え、ミルズはギターやピアノ、パーカッション、タブラ、メロトロン、プログラミングを担当した。また、ロブ・ムースが手がけたストリングス・アレンジによって、オーケストラル・ポップの側面を打ち出した作品ともなった 。ピッチフォークが2017年の年間ベストアルバムの16位に、NMEが27位にランクインさせるなどの高い評価を得た。
2020年5月、5作目のアルバム『Set My Heart on Fire Immediately』をリリース。プロデューサーは引き続きブレイク・ミルズを起用し、50年代以前のスタンダード・ポップ、ドゥワップ、ソウル、ゴスペルなどのアメリカの伝統的な音楽要素を取り込んだ   。Metacriticは25のレビューの加重平均値で100点中91点という高い評価を与えた。

## ディスコグラフィ

### スタジオ・アルバム
- Learning (2010年)
- Put Your Back N 2 It (2012年)
- Too Bright (2014年)
- No Shape (2017年)
- Set My Heart on Fire Immediately (2020年)